# Frederick Tiedt
Frederick "Fred" Tiedt, född 16 oktober 1935 i Dublin, död 15 juni 1999 i Dublin, var en irländsk boxare.
Tiedt blev olympisk silvermedaljör i weltervikt i boxning vid sommarspelen 1956 i Melbourne.